# Anuketemheb
Anuketemheb (ˁnq.t-m-ḥb, "Anuket a la festa") va ser una princesa i reina egípcia de la XIX o XX Dinastia, durant l'Imperi Nou. Era probablement una filla de Ramsès II.
Se la coneix només per a una tapa de sarcòfag de granit vermell trobada a la tomba KV10, que originalment era seva però que després es va reutilitzar per a la reina Takhat, la mare d'Amenmesse.
Els títols d'Anuketemheb eren Filla del rei, Esposa del rei i Gran Rsposa Reial. El seu pare i el seu marit no han pogut ser identificats, tot i que és possible que sigui la mateixa princesa representada en un pati del temple de Luxor, en una processó de filles de Ramsès II; el seu nom només es pot llegir parcialment, però acaba en em-heb.